# Краснооктябрьское сельское поселение (Среднеахтубинский район)
Краснооктя́брьское се́льское поселе́ние — муниципальное образование в составе Среднеахтубинского района Волгоградской области.
Административный центр — посёлок Красный Октябрь.

## История
Краснооктябрьское сельское поселение образовано 5 апреля 2005 года в соответствии с Законом Волгоградской области № 1040-ОД.

## Население
| 2010  | 2012  | 2013  | 2014  | 2015  | 2016  | 2017  |
| ----- | ----- | ----- | ----- | ----- | ----- | ----- |
| 1665  | ↘1623 | ↘1610 | ↘1568 | ↘1558 | ↘1540 | ↘1525 |
| 2018  | 2019  | 2020  | 2021  |       |       |       |
| ↗1531 | ↘1492 | ↘1459 | ↗1465 |       |       |       |

## Состав сельского поселения
| № | Населённый пункт | Тип населённого пункта          | Население |
| - | ---------------- | ------------------------------- | --------- |
| 1 | Восьмое Марта    | посёлок                         | 19        |
| 2 | Красный Октябрь  | посёлок, административный центр | 1246      |
| 3 | Красный Партизан | посёлок                         | 33        |
| 4 | Максима Горького | посёлок                         | 367       |